# Patrick Le Quément

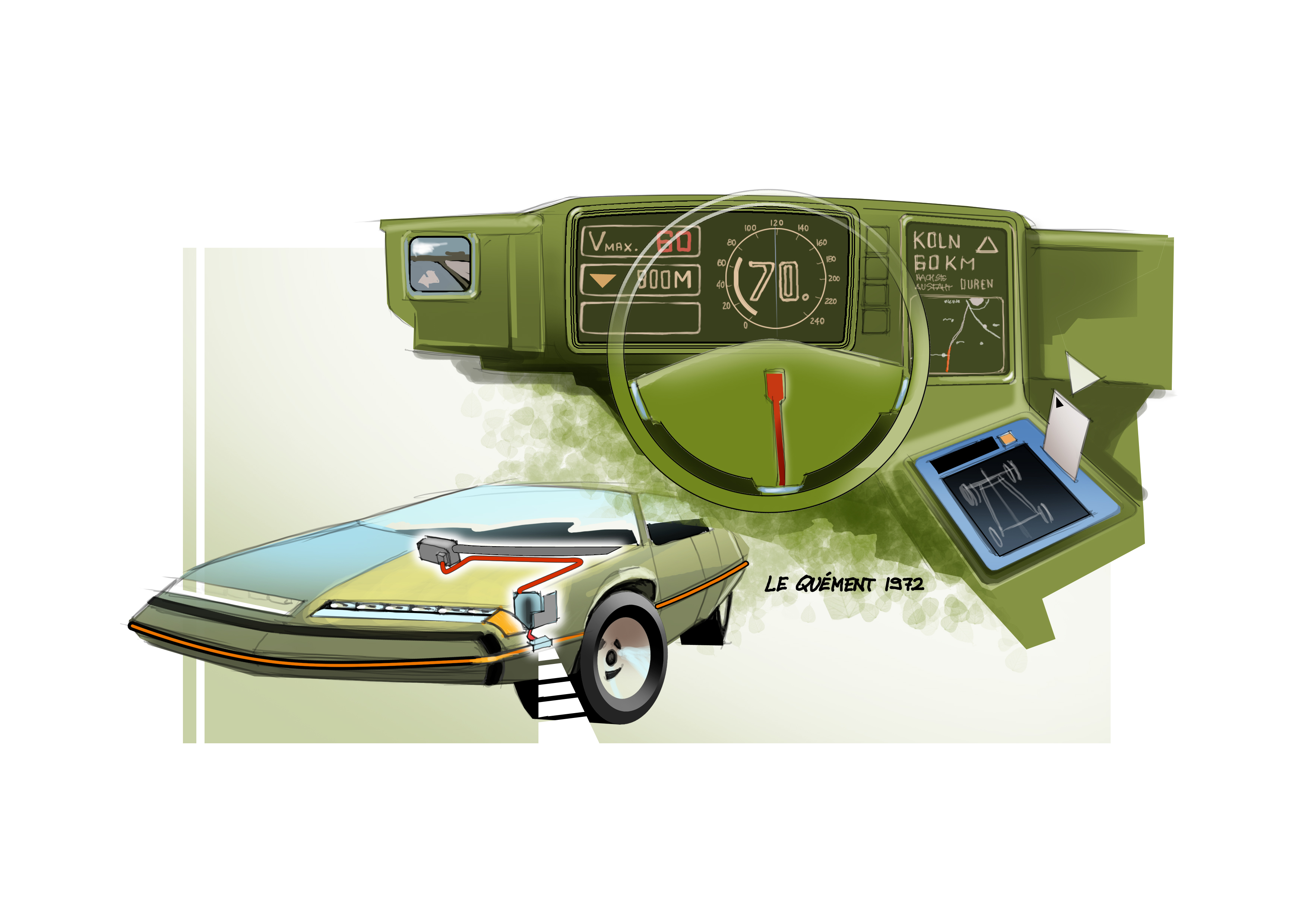
Publié dans Auto Motor Und Sport en 1972, ce dessin envisage déjà un système de navigation utilisant des capteurs intégrés dans la chaussée.

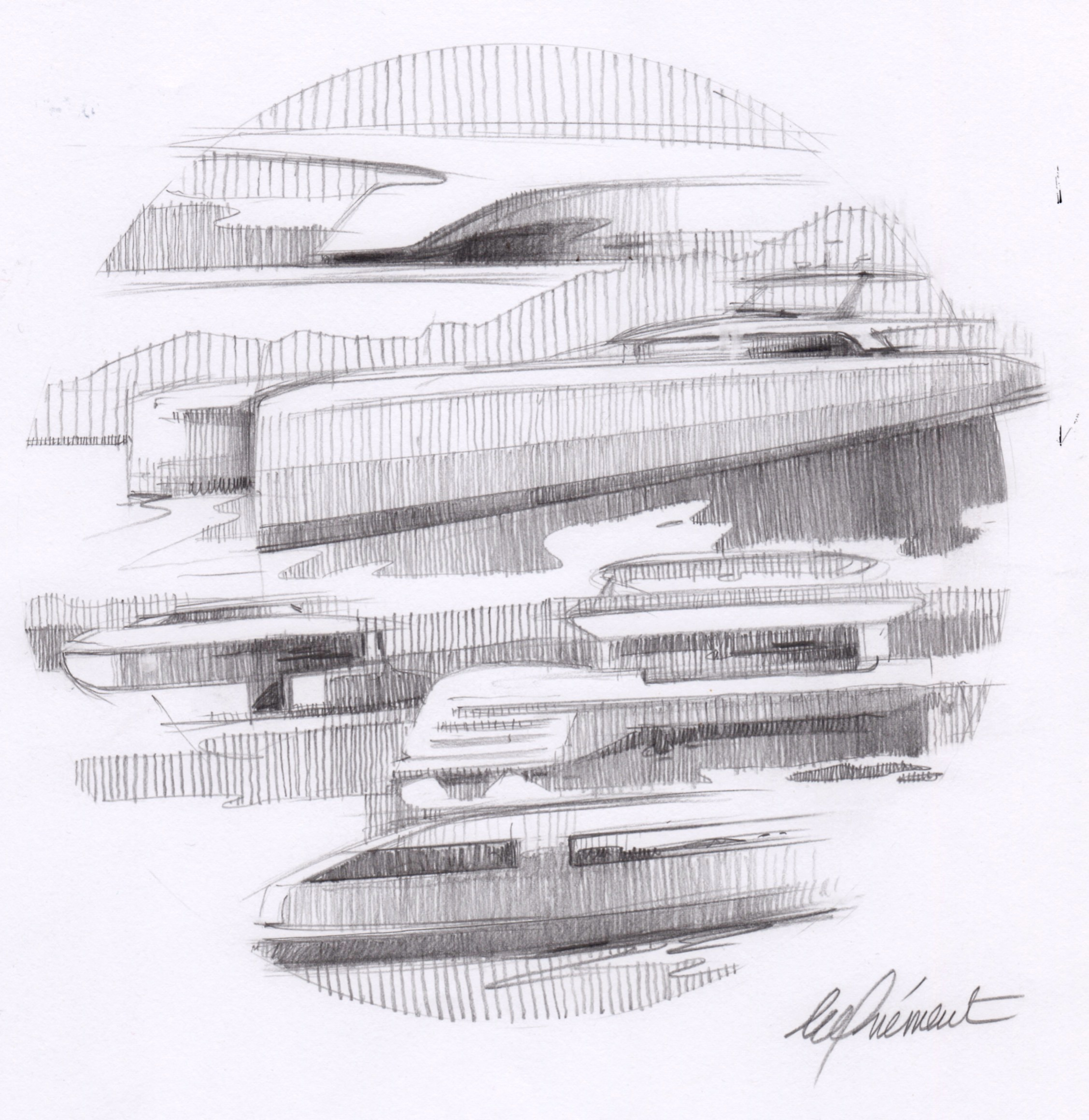
Dessin du Lagoon Seventy 8, catamaran de 68 pieds lancé au salon de Cannes 2017.

Patrick le Quément est un designer automobile français né le 4 février 1945 à Marseille, directeur du Design de Renault de 1987 à 2009.

## Biographie
Né à Marseille le 4 février 1945, Patrick le Quément est diplômé en design industriel de l'University of Central England in Birmingham. Il commence sa carrière en 1966 chez Simca, en tant que styliste, et rejoint deux ans plus tard Ford, constructeur dont il gravit de nombreux échelons, jusqu'à la direction du centre de design de Ford Allemagne en 1981. Il s'illustre notamment comme l'auteur de la Ford Sierra. Il quitte le groupe américain pour Volkswagen-Audi en 1985, au poste de directeur de la stratégie design.
Approché par les équipes de Raymond Lévy en 1986, Patrick le Quément rejoint la France en 1987, année où Renault lui propose le poste de directeur du design industriel. Sa position dans le groupe est renforcée en 1995 et sa nomination au poste de directeur de la qualité et du design. Il rejoint également le comité de direction de Renault. Alors que le style était jugé secondaire chez Renault, il impose le design comme une division essentielle, placée non plus sous la responsabilité du directeur technique, mais directement du PDG,.
Patrick le Quément a laissé de nombreuses marques dans la gamme au losange, et est notamment reconnu comme le père de la Twingo et de la Clio. On lui doit aussi la gamme Scénic, qui lance la mode des monospaces compacts. Si ses audaces sont récompensées dans les gammes basses et moyennes, elles s'avèrent incomprises dans le haut de gamme, où les Vel Satis et Avantime n'ont pas su séduire.
En 2009, il part en retraite et est remplacé par Laurens van den Acker, alors directeur du style de Mazda.
Depuis 2011, il accompagne l'agence d'architecture naval VPLP design dans la conception de bateaux dont la gamme de catamaran Lagoon du groupe Bénéteau,, et le groupe Grand Large Yachting (où l'on retrouve les chantiers Allure Yachting, Outremer Yachting, Garcia Yachting et Gunboat).
En 2012, il co-fonde « The Sustainable Design School », avec Maurille Larivière et Marc Van Peteghem, une école de design et d’innovations durables basée à Nice,.
Un livre, 40 ans de design sur les pas de Patrick le Quément retrace son parcours de designer automobile.